# Philodromus punctiger
Philodromus punctiger är en spindelart som beskrevs av O. Pickard-Cambridge 1908. Philodromus punctiger ingår i släktet Philodromus och familjen snabblöparspindlar.
Artens utbredningsområde är Kanarieöarna. Inga underarter finns listade i Catalogue of Life.